# Campeonato Paulista de Futebol de 2016 - Série A1
A Série A1 do Campeonato Paulista de Futebol de 2016, ou Paulistão Itaipava 2016 por motivos de patrocínio, foi a 76.ª edição do campeonato organizado pela Federação Paulista de Futebol da principal divisão do futebol paulista. 
Teve como campeão o Santos e o Audax como vice.
Foi disputada por vinte clubes entre os dias 20 de janeiro e 8 de maio. Algumas mudanças importantes no regulamento marcaram essa edição do torneio.

## Regulamento
O campeonato foi disputado por vinte clubes divididos em quatro grupos. Na primeira fase, os times enfrentaram apenas os clubes dos outros grupos, totalizando quinze rodadas. A primeira fase teve início em 20 de janeiro. Os dois melhores classificados de cada chave avançaram às quartas-de-final, que serão disputadas em jogo único - com o mando de campo ao clube de melhor campanha na primeira fase. Em caso de empate no tempo regulamentar, o confronto seria decidido por meio de pênaltis. As semifinais também foram definidas em apenas uma partida e com possibilidade de decisão por penais. A final aconteceu em dois jogos e, em caso de empate em pontos (uma vitória para cada time ou dois empates), o primeiro critério de desempate foi o saldo de gols na fase final. Caso o empate persistisse, o confronto seria decidido por meio de pênaltis. O gol marcado fora de casa não vale como critério de desempate.
Os três primeiros colocados ganharam o direito de disputar a Copa do Brasil de 2017. Caso algum clube se classifique para a Copa Libertadores da América de 2017, a vaga será repassada ao 4º colocado e assim por diante. Além disso, os dois clubes mais bem classificados que não pertençam a nenhuma divisão do Campeonato Brasileiro terão vaga na Série D de 2016. Doze clubes disputarão essas duas vagas na quarta divisão nacional.
A quantidade de times rebaixados foi maior que nas edições anteriores: os seis times que somaram menos pontos na primeira fase foram rebaixados, independentemente dos grupos em que jogaram. Em 2016, apenas dois times da Série A2 terão acesso à Série A1 de 2017, que será disputada por dezesseis clubes.

### Critérios de desempate
Caso houvesse empate de pontos entre dois clubes, os critérios de desempates seriam aplicados na seguinte ordem:

1. Número de vitórias

2. Saldo de gols

3. Gols marcados

4. Número de cartões vermelhos

5. Número de cartões amarelos

6. Sorteio

## Equipes participantes
| Equipe                             | Cidade                | Em 2015 | Estádio                 | Capacidade | Títulos             |
| ---------------------------------- | --------------------- | ------- | ----------------------- | ---------- | ------------------- |
| Esporte Clube Água Santa           | Diadema               | 4º (A2) | Distrital do Inamar     | 10 000     | 0                   |
| Grêmio Osasco Audax                | Osasco                | 9°      | José Liberatti          | 17 430     | 0                   |
| Botafogo Futebol Clube             | Ribeirão Preto        | 7º      | Santa Cruz              | 29 292     | 0                   |
| Capivariano Futebol Clube          | Capivari              | 14º     | Arena Capivari          | 19 000     | 0                   |
| Sport Club Corinthians Paulista    | São Paulo             | 3º      | Arena Corinthians       | 45 000     | 27 (último em 2013) |
| Associação Ferroviária de Esportes | Araraquara            | 1º (A2) | Fonte Luminosa          | 20 000     | 0                   |
| Ituano Futebol Clube               | Itu                   | 12º     | Novelli Júnior          | 18 560     | 2 (último em 2014)  |
| Clube Atlético Linense             | Lins                  | 16º     | Gilberto Siqueira Lopes | 15 770     | 0                   |
| Mogi Mirim Esporte Clube           | Mogi Mirim            | 11º     | Vail Chaves             | 19 900     | 0                   |
| Grêmio Novorizontino               | Novo Horizonte        | 2º (A2) | Jorge Ismael de Biasi   | 12 398     | 0                   |
| Oeste Futebol Clube                | Itápolis              | 3º (A2) | Amaros                  | 10 000     | 0                   |
| Sociedade Esportiva Palmeiras      | São Paulo             | 2º      | Allianz Parque          | 43 713     | 22 (último em 2008) |
| Associação Atlética Ponte Preta    | Campinas              | 5º      | Moisés Lucarelli        | 19 728     | 0                   |
| Red Bull Brasil                    | Campinas              | 6º      | Moisés Lucarelli        | 19 728     | 0                   |
| Rio Claro Futebol Clube            | Rio Claro             | 15º     | Augusto Schmidt Filho   | 6 284      | 0                   |
| Santos Futebol Clube               | Santos                | 1º      | Vila Belmiro            | 16 798     | 21 (último em 2015) |
| Esporte Clube São Bento            | Sorocaba              | 10º     | Walter Ribeiro          | 13 772     | 0                   |
| São Bernardo Futebol Clube         | São Bernardo do Campo | 13º     | Primeiro de Maio        | 13 440     | 0                   |
| São Paulo Futebol Clube            | São Paulo             | 4º      | Morumbi                 | 72 039     | 21 (último em 2005) |
| Esporte Clube XV de Novembro       | Piracicaba            | 8º      | Barão de Serra Negra    | 18 000     | 0                   |

## Estádios
| Água Santa | Audax | Botafogo-SP | Capivariano | Corinthians | Ferroviária             |
| --- | --- | --- | --- | --- | ----------------------- |
| Distrital do Inamar | José Liberatti | Santa Cruz | Arena Capivari | Arena Corinthians | Fonte Luminosa          |
| Capacidade: 10 000 | Capacidade: 17 430 | Capacidade: 29 292 | Capacidade: 19 000 | Capacidade: 45 000 | Capacidade: 20 000      |
| | | | | |                         |
| Ituano | \| Mogi Mirim Ituano São Bernardo Audax São Bento Rio Claro São Paulo Campinas Oeste Novorizontino Linense Botafogo Santos Ferroviária XV Capivariano Água SantaLocalização das equipes participantes da Série A1 de 2016.[4] Grupos: A / B / C / D Equipes de Campinas: Ponte Preta Red Bull Equipes de São Paulo: Palmeiras São Paulo Corinthians \| | \| Mogi Mirim Ituano São Bernardo Audax São Bento Rio Claro São Paulo Campinas Oeste Novorizontino Linense Botafogo Santos Ferroviária XV Capivariano Água SantaLocalização das equipes participantes da Série A1 de 2016.[4] Grupos: A / B / C / D Equipes de Campinas: Ponte Preta Red Bull Equipes de São Paulo: Palmeiras São Paulo Corinthians \| | \| Mogi Mirim Ituano São Bernardo Audax São Bento Rio Claro São Paulo Campinas Oeste Novorizontino Linense Botafogo Santos Ferroviária XV Capivariano Água SantaLocalização das equipes participantes da Série A1 de 2016.[4] Grupos: A / B / C / D Equipes de Campinas: Ponte Preta Red Bull Equipes de São Paulo: Palmeiras São Paulo Corinthians \| | \| Mogi Mirim Ituano São Bernardo Audax São Bento Rio Claro São Paulo Campinas Oeste Novorizontino Linense Botafogo Santos Ferroviária XV Capivariano Água SantaLocalização das equipes participantes da Série A1 de 2016.[4] Grupos: A / B / C / D Equipes de Campinas: Ponte Preta Red Bull Equipes de São Paulo: Palmeiras São Paulo Corinthians \| | Linense                 |
| Novelli Júnior | \| Mogi Mirim Ituano São Bernardo Audax São Bento Rio Claro São Paulo Campinas Oeste Novorizontino Linense Botafogo Santos Ferroviária XV Capivariano Água SantaLocalização das equipes participantes da Série A1 de 2016.[4] Grupos: A / B / C / D Equipes de Campinas: Ponte Preta Red Bull Equipes de São Paulo: Palmeiras São Paulo Corinthians \| | \| Mogi Mirim Ituano São Bernardo Audax São Bento Rio Claro São Paulo Campinas Oeste Novorizontino Linense Botafogo Santos Ferroviária XV Capivariano Água SantaLocalização das equipes participantes da Série A1 de 2016.[4] Grupos: A / B / C / D Equipes de Campinas: Ponte Preta Red Bull Equipes de São Paulo: Palmeiras São Paulo Corinthians \| | \| Mogi Mirim Ituano São Bernardo Audax São Bento Rio Claro São Paulo Campinas Oeste Novorizontino Linense Botafogo Santos Ferroviária XV Capivariano Água SantaLocalização das equipes participantes da Série A1 de 2016.[4] Grupos: A / B / C / D Equipes de Campinas: Ponte Preta Red Bull Equipes de São Paulo: Palmeiras São Paulo Corinthians \| | \| Mogi Mirim Ituano São Bernardo Audax São Bento Rio Claro São Paulo Campinas Oeste Novorizontino Linense Botafogo Santos Ferroviária XV Capivariano Água SantaLocalização das equipes participantes da Série A1 de 2016.[4] Grupos: A / B / C / D Equipes de Campinas: Ponte Preta Red Bull Equipes de São Paulo: Palmeiras São Paulo Corinthians \| | Gilberto Siqueira Lopes |
| Capacidade: 18 560 | \| Mogi Mirim Ituano São Bernardo Audax São Bento Rio Claro São Paulo Campinas Oeste Novorizontino Linense Botafogo Santos Ferroviária XV Capivariano Água SantaLocalização das equipes participantes da Série A1 de 2016.[4] Grupos: A / B / C / D Equipes de Campinas: Ponte Preta Red Bull Equipes de São Paulo: Palmeiras São Paulo Corinthians \| | \| Mogi Mirim Ituano São Bernardo Audax São Bento Rio Claro São Paulo Campinas Oeste Novorizontino Linense Botafogo Santos Ferroviária XV Capivariano Água SantaLocalização das equipes participantes da Série A1 de 2016.[4] Grupos: A / B / C / D Equipes de Campinas: Ponte Preta Red Bull Equipes de São Paulo: Palmeiras São Paulo Corinthians \| | \| Mogi Mirim Ituano São Bernardo Audax São Bento Rio Claro São Paulo Campinas Oeste Novorizontino Linense Botafogo Santos Ferroviária XV Capivariano Água SantaLocalização das equipes participantes da Série A1 de 2016.[4] Grupos: A / B / C / D Equipes de Campinas: Ponte Preta Red Bull Equipes de São Paulo: Palmeiras São Paulo Corinthians \| | \| Mogi Mirim Ituano São Bernardo Audax São Bento Rio Claro São Paulo Campinas Oeste Novorizontino Linense Botafogo Santos Ferroviária XV Capivariano Água SantaLocalização das equipes participantes da Série A1 de 2016.[4] Grupos: A / B / C / D Equipes de Campinas: Ponte Preta Red Bull Equipes de São Paulo: Palmeiras São Paulo Corinthians \| | Capacidade: 15 770      |
| | \| Mogi Mirim Ituano São Bernardo Audax São Bento Rio Claro São Paulo Campinas Oeste Novorizontino Linense Botafogo Santos Ferroviária XV Capivariano Água SantaLocalização das equipes participantes da Série A1 de 2016.[4] Grupos: A / B / C / D Equipes de Campinas: Ponte Preta Red Bull Equipes de São Paulo: Palmeiras São Paulo Corinthians \| | \| Mogi Mirim Ituano São Bernardo Audax São Bento Rio Claro São Paulo Campinas Oeste Novorizontino Linense Botafogo Santos Ferroviária XV Capivariano Água SantaLocalização das equipes participantes da Série A1 de 2016.[4] Grupos: A / B / C / D Equipes de Campinas: Ponte Preta Red Bull Equipes de São Paulo: Palmeiras São Paulo Corinthians \| | \| Mogi Mirim Ituano São Bernardo Audax São Bento Rio Claro São Paulo Campinas Oeste Novorizontino Linense Botafogo Santos Ferroviária XV Capivariano Água SantaLocalização das equipes participantes da Série A1 de 2016.[4] Grupos: A / B / C / D Equipes de Campinas: Ponte Preta Red Bull Equipes de São Paulo: Palmeiras São Paulo Corinthians \| | \| Mogi Mirim Ituano São Bernardo Audax São Bento Rio Claro São Paulo Campinas Oeste Novorizontino Linense Botafogo Santos Ferroviária XV Capivariano Água SantaLocalização das equipes participantes da Série A1 de 2016.[4] Grupos: A / B / C / D Equipes de Campinas: Ponte Preta Red Bull Equipes de São Paulo: Palmeiras São Paulo Corinthians \| |                         |
| Mogi Mirim | \| Mogi Mirim Ituano São Bernardo Audax São Bento Rio Claro São Paulo Campinas Oeste Novorizontino Linense Botafogo Santos Ferroviária XV Capivariano Água SantaLocalização das equipes participantes da Série A1 de 2016.[4] Grupos: A / B / C / D Equipes de Campinas: Ponte Preta Red Bull Equipes de São Paulo: Palmeiras São Paulo Corinthians \| | \| Mogi Mirim Ituano São Bernardo Audax São Bento Rio Claro São Paulo Campinas Oeste Novorizontino Linense Botafogo Santos Ferroviária XV Capivariano Água SantaLocalização das equipes participantes da Série A1 de 2016.[4] Grupos: A / B / C / D Equipes de Campinas: Ponte Preta Red Bull Equipes de São Paulo: Palmeiras São Paulo Corinthians \| | \| Mogi Mirim Ituano São Bernardo Audax São Bento Rio Claro São Paulo Campinas Oeste Novorizontino Linense Botafogo Santos Ferroviária XV Capivariano Água SantaLocalização das equipes participantes da Série A1 de 2016.[4] Grupos: A / B / C / D Equipes de Campinas: Ponte Preta Red Bull Equipes de São Paulo: Palmeiras São Paulo Corinthians \| | \| Mogi Mirim Ituano São Bernardo Audax São Bento Rio Claro São Paulo Campinas Oeste Novorizontino Linense Botafogo Santos Ferroviária XV Capivariano Água SantaLocalização das equipes participantes da Série A1 de 2016.[4] Grupos: A / B / C / D Equipes de Campinas: Ponte Preta Red Bull Equipes de São Paulo: Palmeiras São Paulo Corinthians \| | Novorizontino           |
| Vail Chaves | \| Mogi Mirim Ituano São Bernardo Audax São Bento Rio Claro São Paulo Campinas Oeste Novorizontino Linense Botafogo Santos Ferroviária XV Capivariano Água SantaLocalização das equipes participantes da Série A1 de 2016.[4] Grupos: A / B / C / D Equipes de Campinas: Ponte Preta Red Bull Equipes de São Paulo: Palmeiras São Paulo Corinthians \| | \| Mogi Mirim Ituano São Bernardo Audax São Bento Rio Claro São Paulo Campinas Oeste Novorizontino Linense Botafogo Santos Ferroviária XV Capivariano Água SantaLocalização das equipes participantes da Série A1 de 2016.[4] Grupos: A / B / C / D Equipes de Campinas: Ponte Preta Red Bull Equipes de São Paulo: Palmeiras São Paulo Corinthians \| | \| Mogi Mirim Ituano São Bernardo Audax São Bento Rio Claro São Paulo Campinas Oeste Novorizontino Linense Botafogo Santos Ferroviária XV Capivariano Água SantaLocalização das equipes participantes da Série A1 de 2016.[4] Grupos: A / B / C / D Equipes de Campinas: Ponte Preta Red Bull Equipes de São Paulo: Palmeiras São Paulo Corinthians \| | \| Mogi Mirim Ituano São Bernardo Audax São Bento Rio Claro São Paulo Campinas Oeste Novorizontino Linense Botafogo Santos Ferroviária XV Capivariano Água SantaLocalização das equipes participantes da Série A1 de 2016.[4] Grupos: A / B / C / D Equipes de Campinas: Ponte Preta Red Bull Equipes de São Paulo: Palmeiras São Paulo Corinthians \| | Jorjão                  |
| Capacidade: 19 900 | \| Mogi Mirim Ituano São Bernardo Audax São Bento Rio Claro São Paulo Campinas Oeste Novorizontino Linense Botafogo Santos Ferroviária XV Capivariano Água SantaLocalização das equipes participantes da Série A1 de 2016.[4] Grupos: A / B / C / D Equipes de Campinas: Ponte Preta Red Bull Equipes de São Paulo: Palmeiras São Paulo Corinthians \| | \| Mogi Mirim Ituano São Bernardo Audax São Bento Rio Claro São Paulo Campinas Oeste Novorizontino Linense Botafogo Santos Ferroviária XV Capivariano Água SantaLocalização das equipes participantes da Série A1 de 2016.[4] Grupos: A / B / C / D Equipes de Campinas: Ponte Preta Red Bull Equipes de São Paulo: Palmeiras São Paulo Corinthians \| | \| Mogi Mirim Ituano São Bernardo Audax São Bento Rio Claro São Paulo Campinas Oeste Novorizontino Linense Botafogo Santos Ferroviária XV Capivariano Água SantaLocalização das equipes participantes da Série A1 de 2016.[4] Grupos: A / B / C / D Equipes de Campinas: Ponte Preta Red Bull Equipes de São Paulo: Palmeiras São Paulo Corinthians \| | \| Mogi Mirim Ituano São Bernardo Audax São Bento Rio Claro São Paulo Campinas Oeste Novorizontino Linense Botafogo Santos Ferroviária XV Capivariano Água SantaLocalização das equipes participantes da Série A1 de 2016.[4] Grupos: A / B / C / D Equipes de Campinas: Ponte Preta Red Bull Equipes de São Paulo: Palmeiras São Paulo Corinthians \| | Capacidade: 12 398      |
| | \| Mogi Mirim Ituano São Bernardo Audax São Bento Rio Claro São Paulo Campinas Oeste Novorizontino Linense Botafogo Santos Ferroviária XV Capivariano Água SantaLocalização das equipes participantes da Série A1 de 2016.[4] Grupos: A / B / C / D Equipes de Campinas: Ponte Preta Red Bull Equipes de São Paulo: Palmeiras São Paulo Corinthians \| | \| Mogi Mirim Ituano São Bernardo Audax São Bento Rio Claro São Paulo Campinas Oeste Novorizontino Linense Botafogo Santos Ferroviária XV Capivariano Água SantaLocalização das equipes participantes da Série A1 de 2016.[4] Grupos: A / B / C / D Equipes de Campinas: Ponte Preta Red Bull Equipes de São Paulo: Palmeiras São Paulo Corinthians \| | \| Mogi Mirim Ituano São Bernardo Audax São Bento Rio Claro São Paulo Campinas Oeste Novorizontino Linense Botafogo Santos Ferroviária XV Capivariano Água SantaLocalização das equipes participantes da Série A1 de 2016.[4] Grupos: A / B / C / D Equipes de Campinas: Ponte Preta Red Bull Equipes de São Paulo: Palmeiras São Paulo Corinthians \| | \| Mogi Mirim Ituano São Bernardo Audax São Bento Rio Claro São Paulo Campinas Oeste Novorizontino Linense Botafogo Santos Ferroviária XV Capivariano Água SantaLocalização das equipes participantes da Série A1 de 2016.[4] Grupos: A / B / C / D Equipes de Campinas: Ponte Preta Red Bull Equipes de São Paulo: Palmeiras São Paulo Corinthians \| |                         |
| Oeste | \| Mogi Mirim Ituano São Bernardo Audax São Bento Rio Claro São Paulo Campinas Oeste Novorizontino Linense Botafogo Santos Ferroviária XV Capivariano Água SantaLocalização das equipes participantes da Série A1 de 2016.[4] Grupos: A / B / C / D Equipes de Campinas: Ponte Preta Red Bull Equipes de São Paulo: Palmeiras São Paulo Corinthians \| | \| Mogi Mirim Ituano São Bernardo Audax São Bento Rio Claro São Paulo Campinas Oeste Novorizontino Linense Botafogo Santos Ferroviária XV Capivariano Água SantaLocalização das equipes participantes da Série A1 de 2016.[4] Grupos: A / B / C / D Equipes de Campinas: Ponte Preta Red Bull Equipes de São Paulo: Palmeiras São Paulo Corinthians \| | \| Mogi Mirim Ituano São Bernardo Audax São Bento Rio Claro São Paulo Campinas Oeste Novorizontino Linense Botafogo Santos Ferroviária XV Capivariano Água SantaLocalização das equipes participantes da Série A1 de 2016.[4] Grupos: A / B / C / D Equipes de Campinas: Ponte Preta Red Bull Equipes de São Paulo: Palmeiras São Paulo Corinthians \| | \| Mogi Mirim Ituano São Bernardo Audax São Bento Rio Claro São Paulo Campinas Oeste Novorizontino Linense Botafogo Santos Ferroviária XV Capivariano Água SantaLocalização das equipes participantes da Série A1 de 2016.[4] Grupos: A / B / C / D Equipes de Campinas: Ponte Preta Red Bull Equipes de São Paulo: Palmeiras São Paulo Corinthians \| | Palmeiras               |
| Amaros | \| Mogi Mirim Ituano São Bernardo Audax São Bento Rio Claro São Paulo Campinas Oeste Novorizontino Linense Botafogo Santos Ferroviária XV Capivariano Água SantaLocalização das equipes participantes da Série A1 de 2016.[4] Grupos: A / B / C / D Equipes de Campinas: Ponte Preta Red Bull Equipes de São Paulo: Palmeiras São Paulo Corinthians \| | \| Mogi Mirim Ituano São Bernardo Audax São Bento Rio Claro São Paulo Campinas Oeste Novorizontino Linense Botafogo Santos Ferroviária XV Capivariano Água SantaLocalização das equipes participantes da Série A1 de 2016.[4] Grupos: A / B / C / D Equipes de Campinas: Ponte Preta Red Bull Equipes de São Paulo: Palmeiras São Paulo Corinthians \| | \| Mogi Mirim Ituano São Bernardo Audax São Bento Rio Claro São Paulo Campinas Oeste Novorizontino Linense Botafogo Santos Ferroviária XV Capivariano Água SantaLocalização das equipes participantes da Série A1 de 2016.[4] Grupos: A / B / C / D Equipes de Campinas: Ponte Preta Red Bull Equipes de São Paulo: Palmeiras São Paulo Corinthians \| | \| Mogi Mirim Ituano São Bernardo Audax São Bento Rio Claro São Paulo Campinas Oeste Novorizontino Linense Botafogo Santos Ferroviária XV Capivariano Água SantaLocalização das equipes participantes da Série A1 de 2016.[4] Grupos: A / B / C / D Equipes de Campinas: Ponte Preta Red Bull Equipes de São Paulo: Palmeiras São Paulo Corinthians \| | Allianz Parque          |
| Capacidade: 10 000 | \| Mogi Mirim Ituano São Bernardo Audax São Bento Rio Claro São Paulo Campinas Oeste Novorizontino Linense Botafogo Santos Ferroviária XV Capivariano Água SantaLocalização das equipes participantes da Série A1 de 2016.[4] Grupos: A / B / C / D Equipes de Campinas: Ponte Preta Red Bull Equipes de São Paulo: Palmeiras São Paulo Corinthians \| | \| Mogi Mirim Ituano São Bernardo Audax São Bento Rio Claro São Paulo Campinas Oeste Novorizontino Linense Botafogo Santos Ferroviária XV Capivariano Água SantaLocalização das equipes participantes da Série A1 de 2016.[4] Grupos: A / B / C / D Equipes de Campinas: Ponte Preta Red Bull Equipes de São Paulo: Palmeiras São Paulo Corinthians \| | \| Mogi Mirim Ituano São Bernardo Audax São Bento Rio Claro São Paulo Campinas Oeste Novorizontino Linense Botafogo Santos Ferroviária XV Capivariano Água SantaLocalização das equipes participantes da Série A1 de 2016.[4] Grupos: A / B / C / D Equipes de Campinas: Ponte Preta Red Bull Equipes de São Paulo: Palmeiras São Paulo Corinthians \| | \| Mogi Mirim Ituano São Bernardo Audax São Bento Rio Claro São Paulo Campinas Oeste Novorizontino Linense Botafogo Santos Ferroviária XV Capivariano Água SantaLocalização das equipes participantes da Série A1 de 2016.[4] Grupos: A / B / C / D Equipes de Campinas: Ponte Preta Red Bull Equipes de São Paulo: Palmeiras São Paulo Corinthians \| | Capacidade: 43 713      |
| | \| Mogi Mirim Ituano São Bernardo Audax São Bento Rio Claro São Paulo Campinas Oeste Novorizontino Linense Botafogo Santos Ferroviária XV Capivariano Água SantaLocalização das equipes participantes da Série A1 de 2016.[4] Grupos: A / B / C / D Equipes de Campinas: Ponte Preta Red Bull Equipes de São Paulo: Palmeiras São Paulo Corinthians \| | \| Mogi Mirim Ituano São Bernardo Audax São Bento Rio Claro São Paulo Campinas Oeste Novorizontino Linense Botafogo Santos Ferroviária XV Capivariano Água SantaLocalização das equipes participantes da Série A1 de 2016.[4] Grupos: A / B / C / D Equipes de Campinas: Ponte Preta Red Bull Equipes de São Paulo: Palmeiras São Paulo Corinthians \| | \| Mogi Mirim Ituano São Bernardo Audax São Bento Rio Claro São Paulo Campinas Oeste Novorizontino Linense Botafogo Santos Ferroviária XV Capivariano Água SantaLocalização das equipes participantes da Série A1 de 2016.[4] Grupos: A / B / C / D Equipes de Campinas: Ponte Preta Red Bull Equipes de São Paulo: Palmeiras São Paulo Corinthians \| | \| Mogi Mirim Ituano São Bernardo Audax São Bento Rio Claro São Paulo Campinas Oeste Novorizontino Linense Botafogo Santos Ferroviária XV Capivariano Água SantaLocalização das equipes participantes da Série A1 de 2016.[4] Grupos: A / B / C / D Equipes de Campinas: Ponte Preta Red Bull Equipes de São Paulo: Palmeiras São Paulo Corinthians \| |                         |
| Ponte Preta | \| Mogi Mirim Ituano São Bernardo Audax São Bento Rio Claro São Paulo Campinas Oeste Novorizontino Linense Botafogo Santos Ferroviária XV Capivariano Água SantaLocalização das equipes participantes da Série A1 de 2016.[4] Grupos: A / B / C / D Equipes de Campinas: Ponte Preta Red Bull Equipes de São Paulo: Palmeiras São Paulo Corinthians \| | \| Mogi Mirim Ituano São Bernardo Audax São Bento Rio Claro São Paulo Campinas Oeste Novorizontino Linense Botafogo Santos Ferroviária XV Capivariano Água SantaLocalização das equipes participantes da Série A1 de 2016.[4] Grupos: A / B / C / D Equipes de Campinas: Ponte Preta Red Bull Equipes de São Paulo: Palmeiras São Paulo Corinthians \| | \| Mogi Mirim Ituano São Bernardo Audax São Bento Rio Claro São Paulo Campinas Oeste Novorizontino Linense Botafogo Santos Ferroviária XV Capivariano Água SantaLocalização das equipes participantes da Série A1 de 2016.[4] Grupos: A / B / C / D Equipes de Campinas: Ponte Preta Red Bull Equipes de São Paulo: Palmeiras São Paulo Corinthians \| | \| Mogi Mirim Ituano São Bernardo Audax São Bento Rio Claro São Paulo Campinas Oeste Novorizontino Linense Botafogo Santos Ferroviária XV Capivariano Água SantaLocalização das equipes participantes da Série A1 de 2016.[4] Grupos: A / B / C / D Equipes de Campinas: Ponte Preta Red Bull Equipes de São Paulo: Palmeiras São Paulo Corinthians \| | Red Bull Brasil         |
| Moisés Lucarelli | \| Mogi Mirim Ituano São Bernardo Audax São Bento Rio Claro São Paulo Campinas Oeste Novorizontino Linense Botafogo Santos Ferroviária XV Capivariano Água SantaLocalização das equipes participantes da Série A1 de 2016.[4] Grupos: A / B / C / D Equipes de Campinas: Ponte Preta Red Bull Equipes de São Paulo: Palmeiras São Paulo Corinthians \| | \| Mogi Mirim Ituano São Bernardo Audax São Bento Rio Claro São Paulo Campinas Oeste Novorizontino Linense Botafogo Santos Ferroviária XV Capivariano Água SantaLocalização das equipes participantes da Série A1 de 2016.[4] Grupos: A / B / C / D Equipes de Campinas: Ponte Preta Red Bull Equipes de São Paulo: Palmeiras São Paulo Corinthians \| | \| Mogi Mirim Ituano São Bernardo Audax São Bento Rio Claro São Paulo Campinas Oeste Novorizontino Linense Botafogo Santos Ferroviária XV Capivariano Água SantaLocalização das equipes participantes da Série A1 de 2016.[4] Grupos: A / B / C / D Equipes de Campinas: Ponte Preta Red Bull Equipes de São Paulo: Palmeiras São Paulo Corinthians \| | \| Mogi Mirim Ituano São Bernardo Audax São Bento Rio Claro São Paulo Campinas Oeste Novorizontino Linense Botafogo Santos Ferroviária XV Capivariano Água SantaLocalização das equipes participantes da Série A1 de 2016.[4] Grupos: A / B / C / D Equipes de Campinas: Ponte Preta Red Bull Equipes de São Paulo: Palmeiras São Paulo Corinthians \| | Moisés Lucarelli        |
| Capacidade: 19 728 | \| Mogi Mirim Ituano São Bernardo Audax São Bento Rio Claro São Paulo Campinas Oeste Novorizontino Linense Botafogo Santos Ferroviária XV Capivariano Água SantaLocalização das equipes participantes da Série A1 de 2016.[4] Grupos: A / B / C / D Equipes de Campinas: Ponte Preta Red Bull Equipes de São Paulo: Palmeiras São Paulo Corinthians \| | \| Mogi Mirim Ituano São Bernardo Audax São Bento Rio Claro São Paulo Campinas Oeste Novorizontino Linense Botafogo Santos Ferroviária XV Capivariano Água SantaLocalização das equipes participantes da Série A1 de 2016.[4] Grupos: A / B / C / D Equipes de Campinas: Ponte Preta Red Bull Equipes de São Paulo: Palmeiras São Paulo Corinthians \| | \| Mogi Mirim Ituano São Bernardo Audax São Bento Rio Claro São Paulo Campinas Oeste Novorizontino Linense Botafogo Santos Ferroviária XV Capivariano Água SantaLocalização das equipes participantes da Série A1 de 2016.[4] Grupos: A / B / C / D Equipes de Campinas: Ponte Preta Red Bull Equipes de São Paulo: Palmeiras São Paulo Corinthians \| | \| Mogi Mirim Ituano São Bernardo Audax São Bento Rio Claro São Paulo Campinas Oeste Novorizontino Linense Botafogo Santos Ferroviária XV Capivariano Água SantaLocalização das equipes participantes da Série A1 de 2016.[4] Grupos: A / B / C / D Equipes de Campinas: Ponte Preta Red Bull Equipes de São Paulo: Palmeiras São Paulo Corinthians \| | Capacidade: 19 728      |
| | \| Mogi Mirim Ituano São Bernardo Audax São Bento Rio Claro São Paulo Campinas Oeste Novorizontino Linense Botafogo Santos Ferroviária XV Capivariano Água SantaLocalização das equipes participantes da Série A1 de 2016.[4] Grupos: A / B / C / D Equipes de Campinas: Ponte Preta Red Bull Equipes de São Paulo: Palmeiras São Paulo Corinthians \| | \| Mogi Mirim Ituano São Bernardo Audax São Bento Rio Claro São Paulo Campinas Oeste Novorizontino Linense Botafogo Santos Ferroviária XV Capivariano Água SantaLocalização das equipes participantes da Série A1 de 2016.[4] Grupos: A / B / C / D Equipes de Campinas: Ponte Preta Red Bull Equipes de São Paulo: Palmeiras São Paulo Corinthians \| | \| Mogi Mirim Ituano São Bernardo Audax São Bento Rio Claro São Paulo Campinas Oeste Novorizontino Linense Botafogo Santos Ferroviária XV Capivariano Água SantaLocalização das equipes participantes da Série A1 de 2016.[4] Grupos: A / B / C / D Equipes de Campinas: Ponte Preta Red Bull Equipes de São Paulo: Palmeiras São Paulo Corinthians \| | \| Mogi Mirim Ituano São Bernardo Audax São Bento Rio Claro São Paulo Campinas Oeste Novorizontino Linense Botafogo Santos Ferroviária XV Capivariano Água SantaLocalização das equipes participantes da Série A1 de 2016.[4] Grupos: A / B / C / D Equipes de Campinas: Ponte Preta Red Bull Equipes de São Paulo: Palmeiras São Paulo Corinthians \| |                         |
| Rio Claro | Santos | São Bento | São Bernardo | São Paulo | XV de Piracicaba        |
| Augusto Schmidt Filho | Vila Belmiro | Walter Ribeiro | Primeiro de Maio | Morumbi | Barão de Serra Negra    |
| Capacidade: 6 284 | Capacidade: 16 798 | Capacidade: 13 772 | Capacidade: 13 440 | Capacidade: 72 039 | Capacidade: 18 000      |
| | | | | |                         |
| Mogi Mirim Ituano São Bernardo Audax São Bento Rio Claro São Paulo Campinas Oeste Novorizontino Linense Botafogo Santos Ferroviária XV Capivariano Água SantaLocalização das equipes participantes da Série A1 de 2016. Grupos: A / B / C / D Equipes de Campinas: Ponte Preta Red Bull Equipes de São Paulo: Palmeiras São Paulo Corinthians | | | | |                         |

### Outros estádios

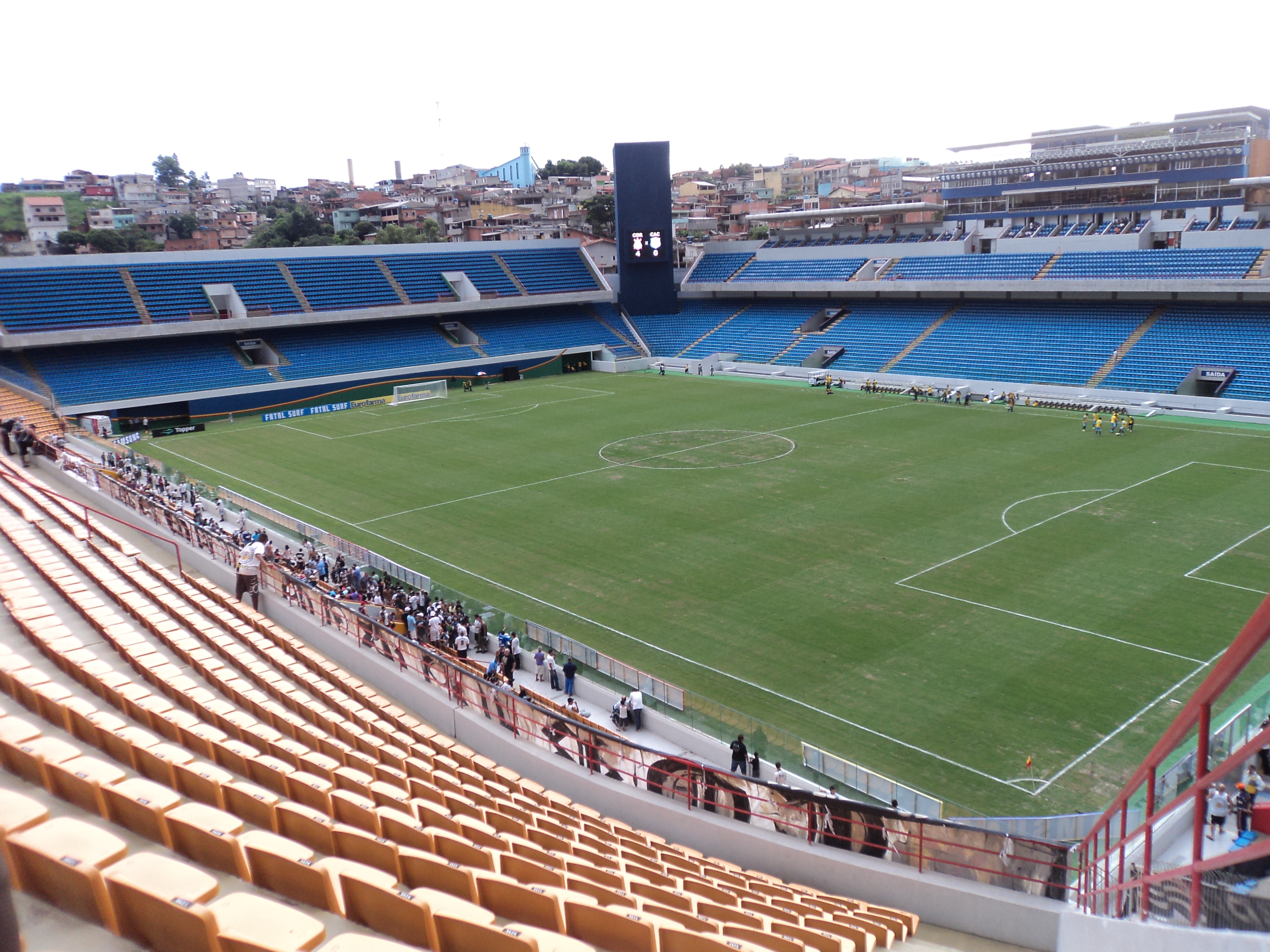
Arena Barueri (Barueri)
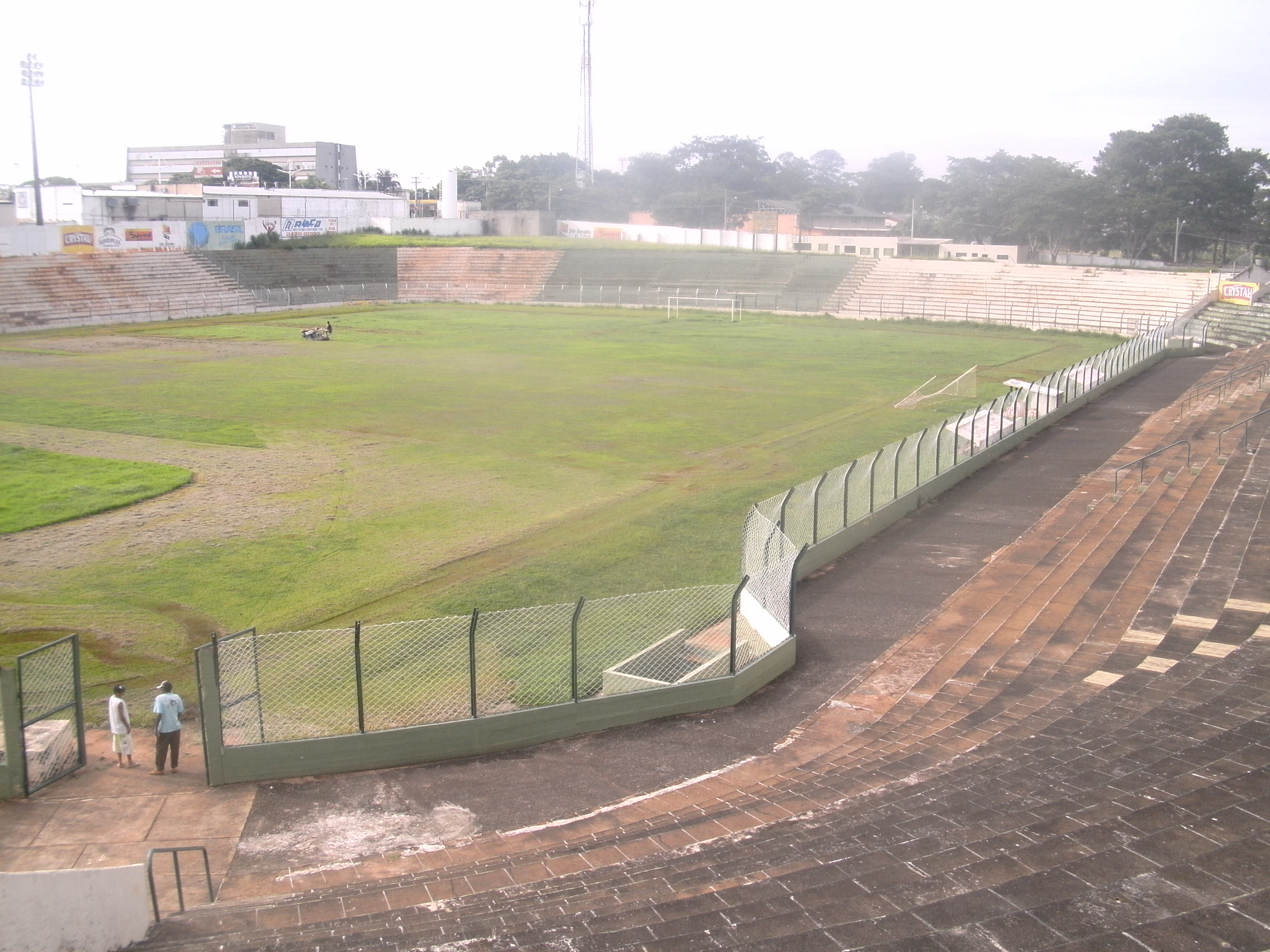
Anísio Haddad (São José do Rio Preto)
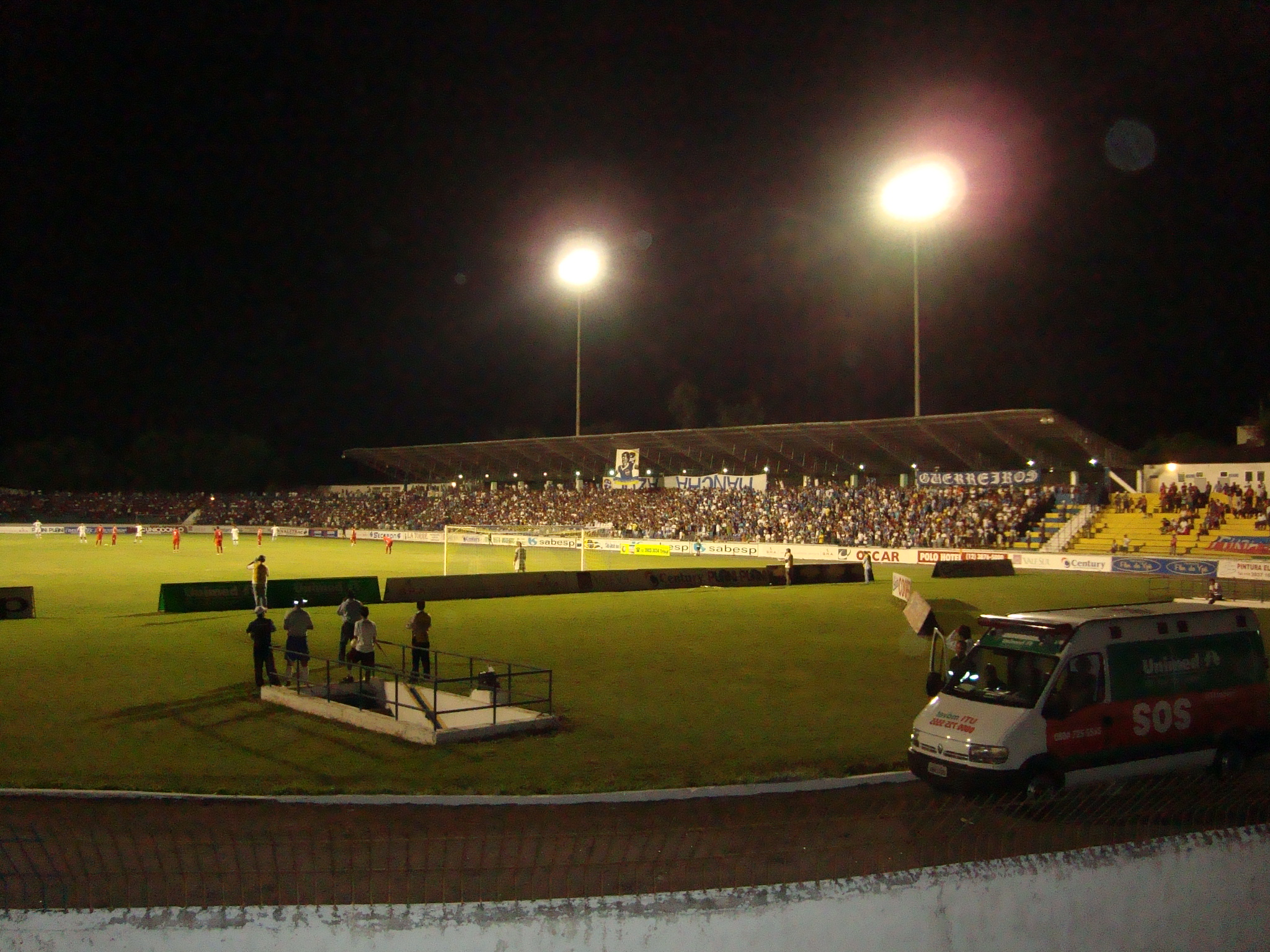
Martins Pereira (São José dos Campos)
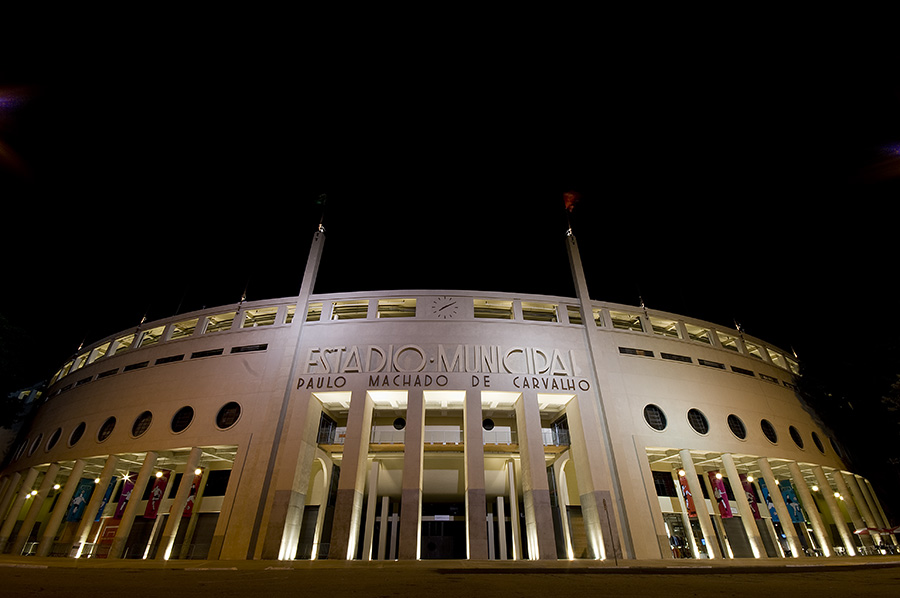
Pacaembu (São Paulo)
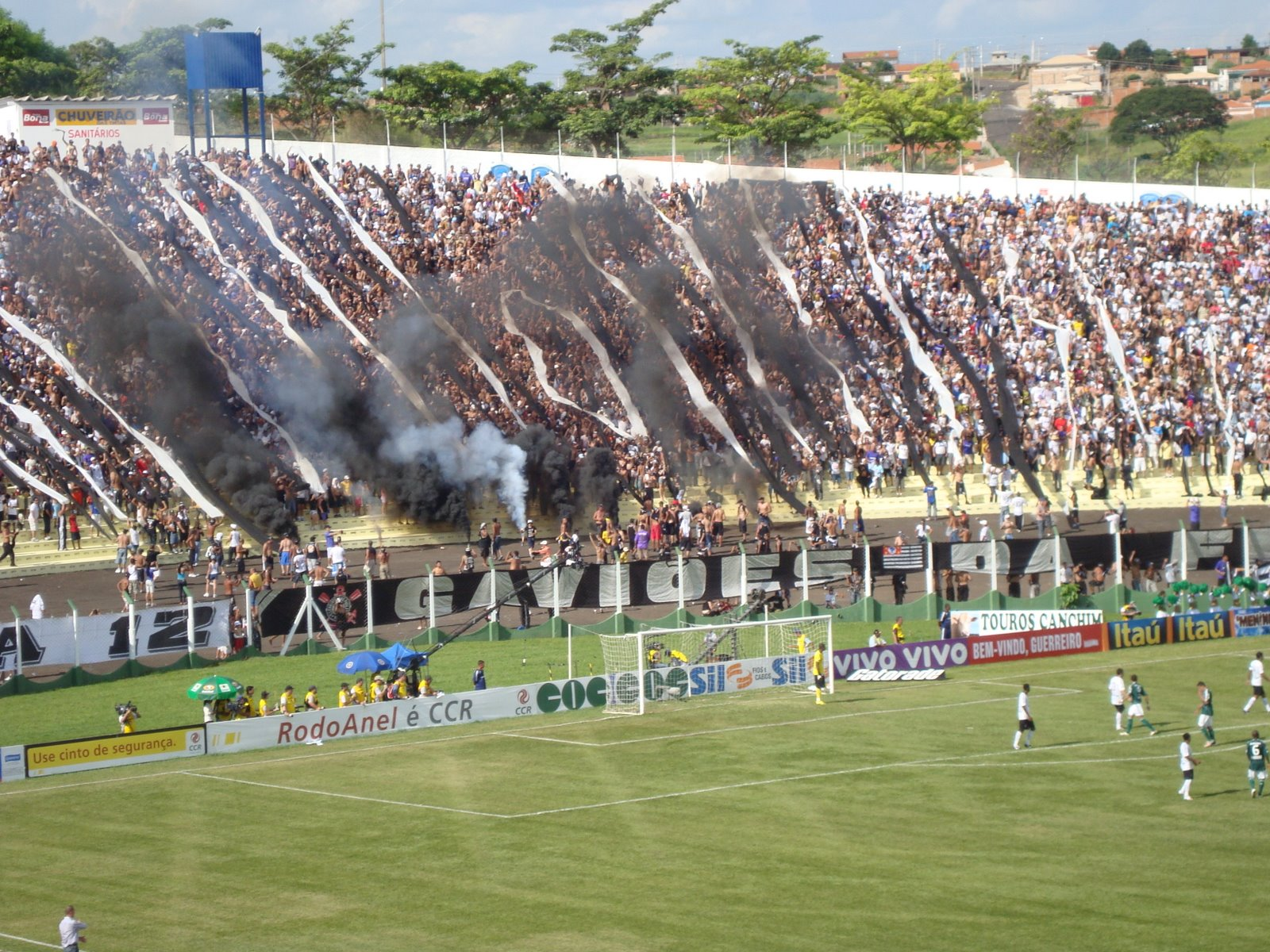
Prudentão (Presidente Prudente)

## Primeira fase

### Grupo A
|  | v d e |

### Grupo B
|  | v d e |

### Grupo C
|  | v d e |

### Grupo D
|  | v d e |

### Confrontos
|                 | AGS | AUD | BOT | CPV | COR | FER | ITU | LIN | MOG | NOV | OES | PAL | PON | RBB | RCL | SAN | SBO | SBE | SPA | XVP |
| --------------- | --- | --- | --- | --- | --- | --- | --- | --- | --- | --- | --- | --- | --- | --- | --- | --- | --- | --- | --- | --- |
| Água Santa      | —   |     | 1–1 | 4–1 |     | 1–0 | 0–0 |     |     |     |     | 4–1 |     |     |     |     | 2–2 | 0–1 |     |     |
| Audax           | 1–2 | —   |     |     | 0–1 |     | 2–0 | 0–0 |     |     |     | 2–1 | 1–3 | 3–2 |     |     |     | 2–1 |     |     |
| Botafogo        |     | 1–1 | —   | 2–0 | 0–3 |     | 4–0 |     | 2–0 |     |     | 0–2 |     | 0–2 |     |     |     | 1–1 |     |     |
| Capivariano     |     |     |     | —   |     |     |     |     | 1–2 | 2–2 |     |     | 0–0 | 0–2 |     | 3–5 | 1–1 | 2–0 |     |     |
| Corinthians     |     |     |     | 2–1 | —   |     | 1–0 | 4–0 |     | 3–0 | 1–0 |     | 1–0 |     |     |     |     |     | 2–0 | 1–0 |
| Ferroviária     |     |     | 0–1 |     | 2–2 | —   |     |     | 2–1 | 1–2 | 2–0 |     |     |     | 3–1 |     |     | 0–2 |     |     |
| Ituano          |     |     |     | 2–1 |     | 3–2 | —   | 1–1 | 0–1 |     | 1–0 |     |     |     | 2–1 |     |     |     | 1–1 |     |
| Linense         | 4–0 |     |     | 5–0 |     | 0–0 |     | —   |     | 2–2 |     |     | 2–2 | 0–3 |     |     |     |     | 1–1 | 1–1 |
| Mogi Mirim      |     | 1–2 |     |     |     |     |     | 3–1 | —   | 0–3 | 0–0 | 1–2 |     |     |     |     | 0–3 |     |     | 0–0 |
| Novorizontino   | 4–0 | 3–2 | 1–1 |     |     |     |     |     |     | —   | 1–1 |     |     |     | 2–0 | 3–3 |     |     |     | 1–1 |
| Oeste           | 1–0 | 1–3 |     | 1–2 |     |     |     |     |     |     | —   | 0–0 | 3–1 |     | 1–2 |     |     |     |     | 1-1 |
| Palmeiras       |     |     |     | 4–1 | 1–0 | 1–2 |     | 1–2 |     |     |     | —   |     | 1–2 | 3–0 | 0–0 | 2–2 |     |     |     |
| Ponte Preta     | 7–2 |     | 1–1 |     |     | 2–0 |     |     | 0–1 |     |     |     | —   |     |     | 0–2 | 0–0 |     | 1–0 | 0–1 |
| Red Bull Brasil |     |     |     |     |     | 0–3 | 1–3 |     |     | 2–0 | 2–3 |     | 0–3 | —   |     | 2–0 | 2–0 |     | 1–1 |     |
| Rio Claro       |     | 0–2 | 0–0 | 2–2 |     |     |     | 0–1 |     |     |     |     | 0–1 |     | —   | 0–0 |     | 1–4 |     |     |
| Santos          | 1–0 | 2–1 |     |     | 2–0 | 4–1 | 2–1 |     | 4–1 |     |     |     |     |     |     | —   |     | 1–1 | 1–1 |     |
| São Bento       |     |     |     |     | 1–1 | 1–0 | 1–1 |     |     | 1–0 |     |     |     |     | 3–0 |     | —   | 3–0 | 1–0 | 1–0 |
| São Bernardo    |     | 3–3 |     |     | 0–3 |     |     | 1–1 | 1–1 |     | 1–0 |     |     | 3–2 |     |     |     | —   |     | 1–2 |
| São Paulo       | 4–0 |     | 1–0 |     |     |     |     |     | 2–0 | 2–0 | 2–1 | 0–2 |     |     | 1–0 |     |     | 1–3 | —   |     |
| XV              | 0–0 |     | 1–1 |     |     |     | 1–4 | 1–1 |     |     |     | 1–4 |     | 2–1 | 1–2 | 0–1 |     |     |     | —   |

| Vitória do mandante; Vitória do visitante; Empate. | Em vermelho os jogos da próxima rodada; Em negrito os jogos "clássicos". |

## Desempenho por rodada

### Grupo A
Clubes que lideraram o Grupo A ao final de cada rodada:
| 1   | 2   | 3   | 4   | 5   | 6   | 7   | 8   | 9   | 10  | 11  | 12  | 13  | 14  | 15  |
| OES | SAN | SAN | SBN | SBN | SAN | SAN | SAN | SAN | SAN | SAN | SBN | SAN | SAN | SAN |

Clubes que ficaram na lanterna no Grupo A ao final de cada rodada:
| 1   | 2   | 3   | 4   | 5   | 6   | 7   | 8   | 9   | 10  | 11  | 12  | 13  | 14  | 15  |
| BOT | BOT | BOT | BOT | OES | OES | OES | OES | OES | BOT | BOT | BOT | OES | OES | OES |

### Grupo B
Clubes que lideraram o Grupo B ao final de cada rodada:
| 1   | 2   | 3   | 4   | 5   | 6   | 7   | 8   | 9   | 10  | 11  | 12  | 13  | 14  | 15  |
| PAL | PAL | PAL | PAL | PAL | PAL | ITU | PAL | PAL | PAL | ITU | ITU | ITU | PAL | PAL |

Clubes que ficaram na lanterna no Grupo B ao final de cada rodada:
| 1   | 2   | 3   | 4   | 5   | 6   | 7   | 8   | 9   | 10  | 11  | 12  | 13  | 14  | 15  |
| PON | PON | PON | PON | PON | NOV | SBE | SBE | SBE | NOV | SBE | PAL | PON | ITU | NOV |

### Grupo C
Clubes que lideraram o Grupo C ao final de cada rodada:
| 1   | 2   | 3   | 4   | 5   | 6   | 7   | 8   | 9   | 10  | 11  | 12  | 13  | 14  | 15  |
| AUD | SPA | SPA | FER | FER | SPA | SPA | FER | FER | AUD | SPA | SPA | AUD | AUD | AUD |

Clubes que ficaram na lanterna no Grupo C ao final de cada rodada:
| 1   | 2   | 3   | 4   | 5   | 6   | 7   | 8   | 9   | 10  | 11  | 12  | 13  | 14  | 15  |
| XVP | XVP | CPV | CPV | CPV | CPV | CPV | CPV | CPV | CPV | CPV | CPV | CPV | CPV | CPV |

### Grupo D
Clubes que lideraram o Grupo D ao final de cada rodada:
| 1   | 2   | 3   | 4   | 5   | 6   | 7   | 8   | 9   | 10  | 11  | 12  | 13  | 14  | 15  |
| AGS | COR | COR | COR | COR | COR | COR | COR | COR | COR | COR | COR | COR | COR | COR |

Clubes que ficaram na lanterna no Grupo D ao final de cada rodada:
| 1   | 2   | 3   | 4   | 5   | 6   | 7   | 8   | 9   | 10  | 11  | 12  | 13  | 14  | 15  |
| MOG | MOG | MOG | MOG | RCL | MOG | MOG | MOG | RCL | MOG | RCL | RCL | RCL | RCL | RCL |

## Fase final
Em itálico as equipes que fazem os jogos com seu mando de campo e na Final a equipe que faz o 2º jogo em casa.
- Os confrontos das semifinais são definidos de acordo com a classificação geral dos semifinalistas. Numa semifinal o time com a melhor campanha (S1) enfrenta o time com a quarta melhor campanha (S4). Na outra, o time com a segunda melhor campanha (S2) enfrenta o time com a terceira melhor campanha (S3).

|  | Quartas de final 16 de abril, 17 de abril e 18 de abril | Quartas de final 16 de abril, 17 de abril e 18 de abril | Quartas de final 16 de abril, 17 de abril e 18 de abril |        |           | Semifinais 24 de abril | Semifinais 24 de abril | Semifinais 24 de abril |  |  | Final 1 de maio e 8 de maio | Final 1 de maio e 8 de maio | Final 1 de maio e 8 de maio | Final 1 de maio e 8 de maio | Final 1 de maio e 8 de maio |
|  |                                                         |                                                         |                                                         |        |           |                        |                        |                        |  |  |                             |                             |                             |                             |                             |
|  | 1D                                                      | Corinthians                                             | 4                                                       |        |           |                        |                        |                        |  |  |                             |                             |                             |                             |                             |
|  | 2D                                                      | Red Bull Brasil                                         | 0                                                       |        |           |                        |                        |                        |  |  |                             |                             |                             |                             |                             |
|  | 2D                                                      | Red Bull Brasil                                         | 0                                                       |        | S1        | Corinthians            | 2 (1)                  |                        |  |  |                             |                             |                             |                             |                             |
|  |                                                         |                                                         |                                                         |        | S1        | Corinthians            | 2 (1)                  |                        |  |  |                             |                             |                             |                             |                             |
|  |                                                         | S4                                                      | Audax (pen)                                             | 2 (4)  |           |                        |                        |                        |  |  |                             |                             |                             |                             |                             |
|  | 1C                                                      | S4                                                      | Audax (pen)                                             | 2 (4)  | Audax     | 4                      |                        |                        |  |  |                             |                             |                             |                             |                             |
|  | 1C                                                      |                                                         |                                                         |        | Audax     | 4                      |                        |                        |  |  |                             |                             |                             |                             |                             |
|  | 2C                                                      | São Paulo                                               | 1                                                       |        |           |                        |                        |                        |  |  |                             |                             |                             |                             |                             |
|  |                                                         |                                                         |                                                         |        |           |                        |                        |                        |  |  | F1                          | Audax                       | 1                           | 0                           |                             |
|  |                                                         |                                                         | F2                                                      | Santos | 1         | 1                      |                        |                        |  |  |                             |                             |                             |                             |                             |
|  | 1A                                                      | Santos                                                  | 2                                                       |        |           |                        |                        |                        |  |  |                             |                             |                             |                             |                             |
|  | 2A                                                      | São Bento                                               | 0                                                       |        |           |                        |                        |                        |  |  |                             |                             |                             |                             |                             |
|  | 2A                                                      | São Bento                                               | 0                                                       |        | S2        | Santos (pen)           | 2 (3)                  |                        |  |  |                             |                             |                             |                             |                             |
|  |                                                         |                                                         |                                                         |        | S2        | Santos (pen)           | 2 (3)                  |                        |  |  |                             |                             |                             |                             |                             |
|  |                                                         | S3                                                      | Palmeiras                                               | 2 (2)  |           |                        |                        |                        |  |  |                             |                             |                             |                             |                             |
|  | 1B                                                      | S3                                                      | Palmeiras                                               | 2 (2)  | Palmeiras | 2                      |                        |                        |  |  |                             |                             |                             |                             |                             |
|  | 1B                                                      |                                                         |                                                         |        | Palmeiras | 2                      |                        |                        |  |  |                             |                             |                             |                             |                             |
|  | 2B                                                      | São Bernardo                                            | 0                                                       |        |           |                        |                        |                        |  |  |                             |                             |                             |                             |                             |

## Artilharia
Atualizado até 27 de abril de 2016
| Pos. | Jogador             | Equipe          | Gols |
| ---- | ------------------- | --------------- | ---- |
| 1    | Roger               | Red Bull Brasil | 11   |
| 2    | Alecsandro          | Palmeiras       | 8    |
| 2    | Rodrigo Andrade     | Audax           | 8    |
| 4    | Gabriel             | Santos          | 7    |
| 4    | Wellington Paulista | Ponte Preta     | 7    |
| 4    | William Pottker     | Linense         | 7    |
| 7    | Everaldo            | Água Santa      | 6    |
| 7    | Pedro Carmona       | Novorizontino   | 6    |
| 7    | Ricardo Oliveira    | Santos          | 6    |
| 7    | Ytalo               | Audax           | 6    |
| 11   | Ángel Romero        | Corinthians     | 5    |
| 11   | Felipe Azevedo      | Ponte Preta     | 5    |
| 11   | Gabriel Jesus       | Palmeiras       | 5    |
| 11   | Henan               | São Bernardo    | 5    |
| 11   | Marcelinho          | Ituano          | 5    |
| 11   | Marcelo Cordeiro    | São Bento       | 5    |
| 11   | Rafinha             | Ferroviária     | 5    |

## Público

### Maiores públicos
Esses são os dez maiores públicos do Campeonato:
- PP. ^ Considera-se apenas o público pagante

### Menores públicos
Esses são os dez menores públicos do Campeonato:
- PP. ^ Considera-se apenas o público pagante

### Média como mandante
| Pos. | Time             | Média  | Mandos | Maior  | Menor  |
| ---- | ---------------- | ------ | ------ | ------ | ------ |
| 1    | Corinthians      | 30.317 | 9      | 41.343 | 22.029 |
| 2    | Palmeiras        | 18.963 | 8      | 23.181 | 14.372 |
| 3    | Santos           | 9.651  | 9      | 16.018 | 4.208  |
| 4    | São Paulo        | 7.158  | 8      | 13.466 | 2.927  |
| 5    | Botafogo-SP      | 6.957  | 8      | 18.635 | 1.899  |
| 6    | Oeste            | 6.654  | 7      | 15.036 | 5.040  |
| 7    | Ponte Preta      | 5.169  | 8      | 9.504  | 1.919  |
| 8    | Audax            | 4.517  | 8      | 9.391  | 603    |
| 9    | Água Santa       | 4.359  | 7      | 7.283  | 1.985  |
| 10   | São Bernardo     | 4.203  | 7      | 7.623  | 2.491  |
| 11   | XV de Piracicaba | 4.051  | 8      | 9.861  | 1.512  |
| 12   | Ferroviária      | 4.045  | 7      | 9.273  | 2.282  |
| 13   | Linense          | 4.007  | 7      | 10.510 | 1.149  |
| 14   | Novorizontino    | 3.647  | 7      | 7.072  | 2.459  |
| 15   | São Bento        | 3.390  | 8      | 7.818  | 422    |
| 16   | Red Bull Brasil  | 2.793  | 8      | 6.191  | 1.225  |
| 17   | Ituano           | 2.705  | 7      | 7.885  | 780    |
| 18   | Capivariano      | 2.559  | 7      | 4.800  | 452    |
| 19   | Mogi Mirim       | 2.165  | 7      | 7.759  | 291    |
| 20   | Rio Claro        | 1.198  | 7      | 3.319  | 235    |

## Classificação geral
Os times rebaixados são definidos pela classificação geral e não pela classificação de seus respectivos grupos.
Legenda
|                      |  |
| Campeão Vice-campeão |  |

|                                                           |  |
| Eliminados nas semifinais Eliminados nas quartas de final |  |

| Eliminados na primeira fase Rebaixados |

Notas
- CBR^  O Santos se classificou para a Copa Libertadores de 2017 e com isso garantiu uma vaga nas oitavas de finais da Copa do Brasil de 2017. Sua vaga na primeira fase foi repassada ao Palmeiras (4º colocado), porém a equipe também garantiu uma vaga nas oitavas de finais da Copa do Brasil. Sendo assim, a vaga foi repassada ao São Bento (5º colocado).
- a. ^ O São Bento garantiria, a princípio, vaga na quarta divisão do Brasileirão nas edições de 2016 e 2017. Porém, como conseguiu o acesso à terceira divisão de 2017, sua vaga para a edição de 2017 foi repassada ao Red Bull Brasil.
- b. ^ Em razão do acréscimo de vagas disponíveis para a indicação de clubes, por parte da FPF, para a disputa da Série D do Campeonato Brasileiro a partir de 2016, o São Bernardo, terceiro melhor colocado não pertencente a qualquer série do Brasileirão, garantiu vaga na quarta divisão do Brasileirão na edição de 2017.

## Mudança de técnicos
| Clube       | Antecessor                  | Motivo      | Data            | Última partida               | Rod | Pos          | Sucessor                    | Ref.          |
| ----------- | --------------------------- | ----------- | --------------- | ---------------------------- | --- | ------------ | --------------------------- | ------------- |
| Capivariano | Evaristo Piza               | Demitido    | 14 de fevereiro | Água Santa 4-1 Capivariano   | 4ª  | 5° (Grupo C) | Roberto Fernandes           | [ 6 ] [ 7 ]   |
| Ponte Preta | Vinícius Eutrópio           | Demitido    | 14 de fevereiro | Ponte Preta 1-1 Botafogo-SP  | 4ª  | 4° (Grupo D) | Alexandre Gallo             | [ 8 ] [ 9 ]   |
| Rio Claro   | Luis dos Reis               | Demitido    | 14 de fevereiro | Rio Claro 0-2 Audax          | 4ª  | 3° (Grupo D) | Sérgio Guedes               | [ 10 ] [ 11 ] |
| Botafogo-SP | Marcelo Veiga               | Demitido    | 28 de fevereiro | Rio Claro 0-0 Botafogo-SP    | 4ª  | 3° (Grupo D) | Márcio Fernandes            | [ 10 ] [ 12 ] |
| Palmeiras   | Marcelo Oliveira            | Demitido    | 9 de março      | Palmeiras 4-1 Capivariano    | 8ª  | 1° (Grupo B) | Alberto Valentim (interino) | [ 13 ] [ 14 ] |
| Mogi Mirim  | Toninho Cecílio             | Demitido    | 5 de março      | Botafogo-SP 2-0 Mogi Mirim   | 8ª  | 8° (Grupo C) | Flávio Araújo               | [ 15 ] [ 16 ] |
| Palmeiras   | Alberto Valentim (interino) | Contratação | 14 de março     | São Paulo 0-2 Palmeiras      | 9ª  | 1° (Grupo B) | Cuca                        | [ 17 ]        |
| Água Santa  | Márcio Ribeiro              | Demitido    | 8 de março      | Novorizontino 2-0 Água Santa | 11ª | 3° (Grupo D) | Márcio Bittencourt          | [ 18 ] [ 19 ] |

## Premiação
| Campeonato Paulista de Futebol de 2016 |
| -------------------------------------- |

| Campeão Paulista 2016       |
| Santos                      |
| --------------------------- |
| Santos Campeão (22° título) |

## Transmissão
A Rede Globo e a Rede Bandeirantes detém em conjunto os direitos de transmissão para a temporada de 2016 pela TV aberta.

### Jogos transmitidos pela tv aberta (Globo e/ou Band) para o estado de SP

#### 1ª FASE - 2016
- 1ª rodada - Corinthians 1–0 XV de Piracicaba - 31 de janeiro (Dom) - 17:00 (Globo e Band)
- 2ª rodada - Ponte Preta 0–2 Santos - 3 de fevereiro (Qua) - 21:45  (partida transmitida exclusivamente na Band, já que a Globo transmitiu para SP a partida entre Univ César Vallejo x São Paulo pela pré-Libertadores 2016)
- 3ª rodada - Oeste 0–2 Palmeiras - 10 de fevereiro (Qua) - 21:45  (partida transmitida exclusivamente na Band, já que a Globo transmitiu para SP a partida entre São Paulo x Univ César Vallejo pela pré-Libertadores 2016)
- 4ª rodada - Corinthians 2–0 São Paulo - 14 de fevereiro (Dom) - 17:00 (globo e band)
- 5ª rodada - São Paulo 1–0 Rio Claro - 21 de fevereiro (Dom) - 17:00 (globo e band)
- 6ª rodada - São Bento 1–1 Corinthians - 24 de fevereiro (Qua) - 21:45 (globo e band)
- 7ª rodada - Palmeiras 1–2 Ferroviária - 28 de fevereiro (Dom) - 17:00 (globo e band)
- 8ª rodada - Santos 2–0 Corinthians - 6 de março (Dom) - 16:00 (globo e band)
- 9ª rodada - Botafogo-SP 0–3 Corinthians - 13 de março (Dom) - 16:00 (globo e band)
- 10ª rodada - Ituano 1–1 São Paulo - 20 de março (Dom) - 16:00 (globo e band)
- 11ª rodada - São Paulo 1–0 Botafogo-SP - 23 de março (Qua) - 21:45 (globo e band)
- 12ª rodada - Água Santa 4–1 Palmeiras - 27 de março (Dom) - 16:00 (globo e band)
- 13ª rodada - Corinthians 2–1 Ponte Preta - 30 de março (Qua) - 21:45 (globo e band)
- 14ª rodada - Palmeiras 1–0 Corinthians - 3 de abril (Dom) - 16:00 (globo e band)
- 15ª rodada - São Bento 1–0 São Paulo - 10 de abril (Dom) - 16:00 (globo e band)

#### QUARTAS DE FINAL 2016
- 1ª rodada(jogo único) - Corinthians 4–0 Red Bull Brasil - 16 de abril (Sáb) - 16:30 (globo e band)

#### SEMIFINAL 2016
- 1ª rodada(jogo único) - Santos 2(3)–2(2) Palmeiras - 24 de abril (Dom) - 16:00 (globo e band)

#### Final 2016
- 1ª rodada(ida) - Audax 1–1 Santos - 1 de maio (Dom) - 16:00 (globo e band)
- 2ª rodada(volta) Santos 1–0 Audax - 8 de maio (Dom) - 16:00 (globo e band)

#### Transmissões na tv aberta(Globo e/ou Band) por time
| Clube            | 1ª fase | Fase mata-mata (Quartas de final, semifinal e final) | Total |
| ---------------- | ------- | ---------------------------------------------------- | ----- |
| Corinthians      | 7       | 1                                                    | 8     |
| São Paulo        | 5       | 0                                                    | 5     |
| Palmeiras        | 4       | 1                                                    | 5     |
| Santos           | 2       | 3                                                    | 5     |
| Audax            | 0       | 2                                                    | 2     |
| Botafogo-SP      | 2       | 0                                                    | 2     |
| Ponte Preta      | 2       | 0                                                    | 2     |
| Água Santa       | 1       | 0                                                    | 1     |
| Ferroviária      | 1       | 0                                                    | 1     |
| Ituano           | 1       | 0                                                    | 1     |
| Oeste            | 1       | 0                                                    | 1     |
| Red Bull Brasil  | 0       | 1                                                    | 1     |
| Rio Claro        | 1       | 0                                                    | 1     |
| São Bento        | 1       | 0                                                    | 1     |
| XV de Piracicaba | 1       | 0                                                    | 1     |